# 长柔毛安息香
长柔毛安息香（学名：Styrax formosanus var. hirtus）为安息香科安息香属下的一个变种。

## 扩展阅读
- 維基物種上的相關：长柔毛安息香